# Johann Julius Hecker

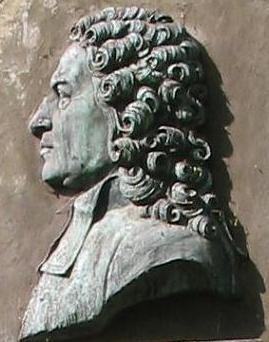
Bildnis auf dem Denkmal auf der Schlossinsel, Berlin-Köpenick

Johann Julius Hecker (* 2. November 1707 in Werden an der Ruhr (heute zu Essen); † 24. Juni 1768 in Berlin) war ein deutscher lutherischer Geistlicher und Pädagoge. Er gilt als Gründer der praxisorientierten Realschule und war der Begründer des ersten preußischen Lehrerseminars im Jahr 1748. Das 1763 verabschiedete Generallandschulreglement wurde überwiegend von Hecker erarbeitet.

## Leben
Hecker wuchs in einer niederrheinischen Lehrerfamilie auf, sein jüngerer Bruder war Andreas Petrus Hecker. Der Essener Gymnasialdirektor Johann Heinrich Zopf förderte an der Essener Stadtschule Heckers Interesse für ein Studium der Theologie und begeisterte ihn früh für die Ideen des Halleschen Pietismus. Diese reformorientierte Richtung innerhalb des Protestantismus, deren Hauptvertreter August Hermann Francke mit seinem Lebenswerk der Franckeschen Stiftungen war, suchte abweichend von der lutherischen Orthodoxie nach neuen schulischen und erziehungspädagogischen Ansätzen.
Während seines Studiums von Theologie, alten Sprachen, Medizin und Naturwissenschaften an der Universität Halle wurde Hecker von Francke selbst und von Theologen wie Joachim Justus Breithaupt, Abraham Vater sowie Joachim Lange geprägt. 1729 wurde er am Pädagogium in Halle als Lehrer angestellt und 1733 gab er Lehrbücher über Botanik und Anatomie heraus.
1735 wurde er zum Prediger, Lehrer und Inspektor des Militärwaisenhauses in Potsdam berufen und 1738 zum ersten Prediger an der Berliner Dreifaltigkeitskirche durch den pietistisch geprägten König Friedrich Wilhelm I. ernannt, der Heckers Ideen sehr zugetan war und ihn in seinen Reformbemühungen unterstützte. Der Ruf erfolgte, nachdem der König eine Predigt Heckers miterlebt hatte, die ihn derart von Hecker einnahm, dass er ihm mit auf den Weg gab:
Nun soll er der neugebauten Dreifaltigkeitskirche zu Berlin Prediger sein, er muß, wie er heute hier gethan, den Leuten auf der Friedrichstadt den Herrn Jesum predigen und sich der Jugend recht annehmen, denn daran ist das Meiste gelegen.
Mit breiter finanzieller Unterstützung konnte Johann Julius Hecker 1746 das aufgegebene Gebäude des Friedrichstädtischen Gymnasiums in Berlin kaufen und gründete 1747 mit der Ökonomisch-mathematischen Realschule einen neuen Schultyp. 1750 wurde er zum Oberkonsistorialrat ernannt. Zur Verbreitung und Förderung von vornehmlich pädagogischen Schriften und Ideen gründete er in den folgenden Jahren eine Verlagsbuchhandlung und eine Wochenzeitschrift.

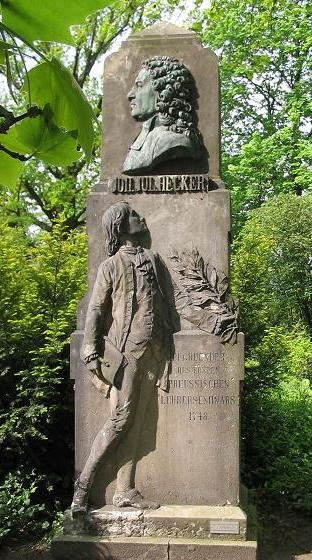
Denkmal auf der Schlossinsel, Berlin-Köpenick

Der reformpädagogische Ansatz Heckers, in der Realschule erstmals schulische mit einer an der späteren Berufspraxis orientierten Ausbildung zu verbinden, hatte großen Einfluss auf die pädagogische Entwicklung in Preußen. Zudem erkannte Hecker, dass es für diesen neuen Schultypus besonders geschulter Lehrer bedurfte. Bereits 1748 gründete er ein Lehrerseminar, aus dem 1753 das Kurmärkische Landschullehrerseminar hervorging und das seit 1753 seinen Sitz auf Schloss Köpenick, damals noch bei Berlin, hatte. Im gleichen Jahr wurde der von ihm gegründeten Realschule ein Küster- und Schulmeisterseminar angegliedert.
Für seine Realschüler organisierte Hecker unter anderem Praktika in Handwerksbetrieben und Manufakturen. Zudem ließ er einen Schulgarten anlegen, der den Heckerschen Real-Schüler, den Schriftsteller und Verleger Friedrich Nicolai, in seiner Erinnerung noch Jahrzehnte später begeisterte. Die volkswirtschaftliche Zeitung Leipziger Sammlungen berichtete 1750, man habe ganz besondere Anstalt zum lebendigen Unterricht in Plantagen-Sachen gemacht. Denn man hat ein Stück Acker gegen Erbpacht acquiriret, und läßt der Jugend in Recreationsstunden in der That selbst zeigen, was bey dem Anlegen von Hecken, dem Säen, Pflanzen, Pfropfen, Oculieren etc. und sonderlich der Wartung und Pflanzung der Maulbeer-Bäume zum Seidenbau in Acht zu nehmen.

Der Seidenbau wurde zu dieser Zeit von Friedrich dem Großen mit dem Ziel gefördert, möglichst unabhängig vom Import den wachsenden Bedarf nach Seide befriedigen zu können.
Das Generallandschulreglement vom 12. August 1763, das Johann Julius Hecker auf Grundlage der Minden-Ravensberger Schulordnung von 1748 maßgeblich vorbereitet hatte und das fünf Jahre vor seinem Tod verabschiedet wurde, bildete die Grundlage für die Entwicklung des preußischen Volksschulwesens.
Unter der Direktion seines Neffen Andreas Jacob Hecker ging die Realschule 1797 in das Königliche Friedrich-Wilhelms-Gymnasium über.
Zu Beginn des dritten Jahrtausends gibt es in Berlin-Marzahn/Hellersdorf eine nach Hecker benannte Realschule, die Johann-Julius-Hecker-Oberschule.
Johann Julius Hecker wurde 1898 im Köpenicker Schlosspark, dem Sitz des ersten preußischen Lehrerseminars, mit einer Gedenkstele geehrt, die auch heute noch im Schlosspark steht. Außerdem gibt es in Essen-Werden, Heckers Geburtsort, eine nach dem Theologen benannte Grundschule, die Heckerschule, und ferner den Julius-Hecker-Platz.

## Familie
Johann Julius Hecker war zweimal verheiratet. 1741 heiratete er in Berlin Marie Dorothea Muth (1721–1749), mit der er vier Kinder hatte, von denen nur eine Tochter überlebte.  Nach dem Tod seiner Frau heiratete er 1750 Caroline Wilhelmine Bethmann († 1768). Mit ihr hatte er sieben Kinder, von denen vier früh verstarben. Der Sohn Johann Christian Nathanael wurde später Lehrer an der von seinem Vater gegründeten Realschule und Professor am Friedrich-Wilhelm-Gymnasium in Berlin.